# News Park KSB
『News Park KSB』（ニュースパーク・ケイエスビー）は、2021年1月18日から瀬戸内海放送で放送されている平日夕方のローカルニュース番組である。

## 概要
瀬戸内海放送高松本社が香川県高松市上之町の新社屋に移転した2021年1月18日、これまで放送されてきた『KSBスーパーJチャンネル』をリニューアルする形で放送開始した。前番組では全国ニュース『スーパーJチャンネル』を内包してタイトルも合わせていたが、当番組ではローカルパートのみで独立した番組となる。

## 放送時間
下記の放送時間は2021年1月現在のものである。時刻はいずれも日本標準時（JST）。
- 月曜 - 金曜 18:15 - 19:00
  - 16:40 - 16:45に『さきどり!ニュースパ』[2]を別途放送。
  - 16:45 - 18:15は『スーパーJチャンネル』のタイトルで全編東京から放送。

### 休日の取り扱い等
- 土曜・日曜は17:30 - 17:55（日曜日は - 18:00）の『ANNスーパーJチャンネル』内のローカル枠（17:49頃 - ）において岡山・香川のニュース・天気予報を放送している（テロップは『Jチャンネル』仕様のものを使用）。なお、日曜日はローカルニュース終了後CMを挟んで再びテレビ朝日発に飛び乗っている[3]。
- 2021年9月までの月 - 木曜が祝日と重なる場合は、制作体制が一部縮小されるため15分短縮（18:15 - 18:45）。なお、残り15分間は19時台のバラエティー番組（テレビ朝日もしくは朝日放送テレビ制作）を18:45開始の臨時フルネットとした[4]。また、祝日と重ならない場合でも特別番組との兼ね合いで短縮放送となる時がある[5]。
- 2021年12月24日・27日 - 31日、2022年1月3日は年末年始特別編成のため、放送休止。このうち、12月27日 - 29日は通常『さきどり!ニュースパ』を放送している16:40 - 16:45に当番組休止代替の『KSBニュース』を放送し、16:45 - 19:00には『スーパーJチャンネル』を18時台関東ローカル枠も含めた臨時フルネットで放送した（12月24日・30日・31日、1月3日は『ANNスーパーJチャンネル』のローカル枠で岡山・香川のニュース・天気予報を放送した）。

## 出演者
特記人物以外はKSBアナウンサー。

### メインキャスター
宮川以外「KSBスーパーJチャンネル」から続投。
- 赤木由布子（2021年1月 - 、月 - 水曜→月曜→月 - 水曜） - 「きょうのNews Park KSB」を兼務
- 斎藤康之（2021年1月 - 、金曜→月 - 木曜→月 - 水曜）
- 宮川周三（2021年4月 - 、金曜→木 - 金曜）
- 松木梨菜（2021年1月 - 、金曜→木 - 金曜） - 「きょうのNews Park KSB」を兼務

### 過去のキャスター
| 期間      | 期間      | 男性     | 男性     | 男性     | 男性     | 女性       | 女性       | 女性       | 女性     |
| 期間      | 期間      | 月・火曜 | 水曜     | 木曜     | 金曜     | 月曜       | 火・水曜   | 木曜       | 金曜     |
| --------- | --------- | -------- | -------- | -------- | -------- | ---------- | ---------- | ---------- | -------- |
| 2021.1.18 | 2021.3.26 | 在間隆真 | 荻津尚輝 | 荻津尚輝 | 斎藤康之 | 白戸ゆめの | 白戸ゆめの | 白戸ゆめの | 松木梨菜 |
| 2021.3.29 | 2021.10.1 | 斎藤康之 | 斎藤康之 | 斎藤康之 | 宮川周三 | 赤木由布子 | 白戸ゆめの | 松木梨菜   | 松木梨菜 |
| 2021.10.4 | 2023.3.31 | 斎藤康之 | 斎藤康之 | 宮川周三 | 宮川周三 | 赤木由布子 | 赤木由布子 | 松木梨菜   | 松木梨菜 |
| 2023.4.3  | 現在      | 斎藤康之 | 斎藤康之 | 斎藤康之 | 宮川周三 | 松木梨菜   | 松木梨菜   | 松木梨菜   | 岡﨑夢   |